# Елисеева, Анна Тимофеевна
Анна Тимофеевна Елисеева (6 апреля 1921, деревня Чекмазовка, Балтайский район, Саратовская область — 26 июня 1994, Вольск, Саратовская область) — первый секретарь ГК КПСС Вольска, делегат XXIV съезда КПСС.
Родилась в семье крестьянина, русская. 
Член КПСС с 1945 года.
В 1939 году окончила среднюю школу в городе Вольске и в этом же году поступила в Саратовский планово-экономический институт. В декабре 1942 года окончила его. В январе 1943 года поступила работать на Вольский кожзавод начальником планово-экономического отдела и работала на этой должности до августа 1949 года. В августе того же года переведена на работу в горком КПСС инструктором. С ноября 1955 года — заведующая промышленно-транспортным отделом. В августе 1958 года назначена заведующей организационным отделом.
25 марта 1960 года Анна Тимофеевна была избрана секретарём горкома КПСС, 27 августа 1961 года — вторым секретарём горкома КПСС, 21 марта 1963 года товарищ Елисеева избирается первым секретарём горкома КПСС.
С 1962 года Елисеева А.Т — член горкома и обкома КПСС, неоднократно избиралась депутатом Вольского городского и Саратовского областного Советов депутатов трудящихся.
Елисеева была делегатом XXIV съезда КПСС. Анна Тимофеевна награждена орденами Трудового Красного Знамени, Октябрьской Революции, четырьмя медалями.